# 卡塔夫-伊萬諾夫斯克
54°45′N 58°13′E / 54.750°N 58.217°E
卡塔夫-伊萬諾夫斯克（俄语：Катав-Ива́новск）是俄羅斯車里雅賓斯克州西部的一個城市，位於卡塔夫河畔，車里雅賓斯克以西321公里。2002年人口20,162人。
1757年為興建鐵工廠而建立。1939年8月27日設市並改現名。